# Краснодарский краевой выставочный зал изобразительных искусств
Краснодарский краевой выставочный зал изобразительных искусств — крупнейший художественный экспозиционный центр на юге России.

## О музее
Был открыт в 1989 году в исторической части Краснодара, в самом центре его административной и культурной жизни на первом этаже жилого многоквартирного дома по адресу ул. Рашпилевская, 32. Экспозиционная площадь выставочного зала — 1100 кв. м. Ежегодно здесь организуется от 60 до 80 международных и региональных выставок, а также художественные проекты и акции. 
Основные задачи выставочного зала — содействовать развитию регионального изобразительного искусства Кубани, популяризировать искусство европейских стран и СНГ, а также ключевых культурных центров России, формировать у своих зрителей художественный вкус, широту интересов, креативность мышления.

### Собрание музея
В течение всех лет своей деятельности музей активно занимается формированием собственной коллекции, в которую входят живописные, графические работы, скульптура, произведения декоративно-прикладного искусства авторов юга России. К 2007 году его собрание насчитывало 370 единиц хранения, среди которых были произведения ведущих художников Кубани и молодых авторов (М. Архангельский, А. Артищук, О. Беднаржик, В. Григ, Ю. Новиков, Ю. Резник, В. Егоров и другие), разнообразные по стилю, образной системе, тематике, а к 2024 году фонды увеличились почти в два раза.

### Выставка галериста Марата Гельмана «ICONS»
15 мая 2012 года в Краснодарском краевом выставочном зале должна была открыться выставка галериста Марата Гельмана «Иконы». 8 мая к главе Краснодарского края с открытым письмом обратился епископ Ставропольский и Невинномысский Кирилл (Покровский), призывая запретить «преступную деятельность во вверенном вам регионе». 12 мая в Краснодаре прошли сход граждан и прием краснодарцев депутатами регионального Законодательного собрания с целью выразить протест против открытия в Краснодаре этой выставки. Также против открытия этой выставки выступили Екатеринодарская и Кубанская епархии.
12 мая стало известно, что Общественный совет по этике при законодательном собрании Краснодарского края намерен поручить экспертам изучить на предмет нравственности работы, которые Марат Гельман собирается представить на выставках в Краснодаре.
За несколько часов до открытия выставки в полицию поступил звонок о заложенной бомбе. У входа в выставочный зал — протестующие казаки, православные, представители партий КПРФ и ЛДПР. В толпе протестующих собирали подписи в папку с надписью «Против Гельмана от жителей Краснодара» и выкрикивали лозунг: «Гельман вон с Кубани!». Возмущённые тем, что в центре Краснодара устроена выставка знаменитого галериста, учинили массовую драку. Открытие выставки в назначенное время не состоялось из-за бурных протестов казачьей и православной общественности. Сам Гельман, присутствовавший у входа в выставочный зал, был избит. В местном ГУВД заявили по этому поводу: «Один из участников протестной акции попросил Гельмана снять солнцезащитные очки, тот отказался, и мужчина попытался сам это сделать, оттолкнув галериста».